# Mydaea otiosa
Mydaea otiosa är en tvåvingeart som beskrevs av Stein 1920. Mydaea otiosa ingår i släktet Mydaea och familjen husflugor. Inga underarter finns listade i Catalogue of Life.